# Leichtathletik-Weltmeisterschaften 2019/Teilnehmer (Südafrika)
| Gelbes Symbol für Goldmedaillen mit stilisierten Olympischen Ringen | Graues Symbol für Silbermedaillen mit stilisierten Olympischen Ringen | Braundes Symbol für Bronzemedaillen mit stilisierten Olympischen Ringen |
| ------------------------------------------------------------------- | --------------------------------------------------------------------- | ----------------------------------------------------------------------- |
| —                                                                   | —                                                                     | —                                                                       |

Der Leichtathletikverband von Südafrika will an den Leichtathletik-Weltmeisterschaften 2019 in Doha teilnehmen. 30 Athletinnen und Athleten wurden vom südafrikanischen Verband nominiert.

## Ergebnisse

### Frauen

#### Laufdisziplinen
| Athletin            | Disziplin    | Vorlauf              | Vorlauf              | Halbfinale           | Halbfinale           | Finale               | Finale               |
| Athletin            | Disziplin    | Zeit                 | Platz                | Zeit                 | Platz                | Zeit                 | Platz                |
| ------------------- | ------------ | -------------------- | -------------------- | -------------------- | -------------------- | -------------------- | -------------------- |
| Tebogo Mamathu      | 100 m        | 11,42 s              | 34                   | DNQ                  | DNQ                  | –                    | –                    |
| Dominique Scott     | 5000 m       | 15:05,01 min         | 14                   |                      |                      | 15:24,47 min         | 15                   |
| Dominique Scott     | 10.000 m     | nicht auf Startliste | nicht auf Startliste | nicht auf Startliste | nicht auf Startliste | nicht auf Startliste | nicht auf Startliste |
| Rikenette Steenkamp | 100 m Hürden | 12,97 s SB           | 17                   | 12,96 s SB           | 16                   | DNQ                  | DNQ                  |
| Zenéy van der Walt  | 400 m Hürden | 57,11 s              | 31                   | DNQ                  | DNQ                  | –                    | –                    |

#### Sprung/Wurf
| Athletin        | Disziplin | Qualifikation | Qualifikation | Finale     | Finale |
| Athletin        | Disziplin | Weite/Höhe    | Platz         | Weite/Höhe | Platz  |
| --------------- | --------- | ------------- | ------------- | ---------- | ------ |
| Sunette Viljoen | Speerwurf | 60,10 m       | 17            | DNQ        | DNQ    |

### Männer

#### Laufdisziplinen
| Athlet | Disziplin        | Vorlauf              | Vorlauf              | Halbfinale           | Halbfinale           | Finale               | Finale               |
| Athlet | Disziplin        | Zeit                 | Platz                | Zeit                 | Platz                | Zeit                 | Platz                |
| --- | ---------------- | -------------------- | -------------------- | -------------------- | -------------------- | -------------------- | -------------------- |
| Thando Dlodlo | 100 m            | 10,25 s              | 29                   | DNQ                  | DNQ                  | –                    | –                    |
| Simon Magakwe | 100 m            | 10,25 s              | 28                   | DNQ                  | DNQ                  | –                    | –                    |
| Akani Simbine | 100 m            | 10,01 s              | 02                   | 10,01 s              | 02                   | 9,93 s SB            | 04                   |
| Anaso Jobodwana | 200 m            | 20,35 s SB           | 14                   | 20,34 s SB           | 14                   | DNQ                  | DNQ                  |
| Clarence Munyai | 200 m            | 20,29 s              | 13                   | 20,55 s              | 17                   | DNQ                  | DNQ                  |
| Derrick Mokaleng | 400 m            | 45,87 s              | 23                   | DNQ                  | DNQ                  | –                    | –                    |
| Thapelo Phora | 400 m            | 45,45 s              | 13                   | 45,24 s              | 16                   | DNQ                  | DNQ                  |
| Tshepo Tshite | 800 m            | 1:46,54 min          | 26                   | 1:46,08 min          | 15                   | DNQ                  | DNQ                  |
| David Manja | Marathon         | nicht auf Startliste | nicht auf Startliste | nicht auf Startliste | nicht auf Startliste | nicht auf Startliste | nicht auf Startliste |
| Thabiso Benedict Moeng | Marathon         |                      |                      |                      |                      | DNF                  | DNF                  |
| Desmond Mokgobu | Marathon         |                      |                      |                      |                      | 2:18:21 h            | 32                   |
| Stephen Mokoka | Marathon         |                      |                      |                      |                      | 2:11:09 h            | 05                   |
| Antonio Alkana | 110 m Hürden     | 13,41 s              | 09                   | 13,47 s              | 9                    | DNQ                  | DNQ                  |
| Ruan de Vries | 110 m Hürden     | 14,07 s              | 33                   | DNQ                  | DNQ                  | –                    | –                    |
| Lindsay Hanekom | 400 m Hürden     | 51,71 s              | 35                   | DNQ                  | DNQ                  | –                    | –                    |
| Rantso Mokopane | 3000 m Hindernis | 8:42,22 min          | 41                   |                      |                      | DNQ                  | DNQ                  |
| Wayne Snyman | 20 km Gehen      |                      |                      |                      |                      | 1:43:57 h            | 38                   |
| Marc Mundell | 50 km Gehen      |                      |                      |                      |                      | 4:41:39 h            | 24                   |
| - Thando Dlodlo - Simon Magakwe - Clarence Munyai - Akani Simbine nicht auf Startlisten: - Antonio Alkana - Anaso Jobodwana   | 4 × 100 m        | 37,65 s AR           | 2                    |                      |                      | 37,73 s              | 5                    |
| - Ranti Dikgale - Gardeo Isaacs - Derrick Mokaleng - Thapelo Phora nicht auf Startliste: - Pieter Conradie - Ashley Hlungwani | 4 × 400 m        | 3:02,06 min SB       | 10                   |                      |                      | DNQ                  | DNQ                  |

#### Sprung/Wurf
| Athlet         | Disziplin   | Qualifikation | Qualifikation | Finale     | Finale |
| Athlet         | Disziplin   | Weite/Höhe    | Platz         | Weite/Höhe | Platz  |
| -------------- | ----------- | ------------- | ------------- | ---------- | ------ |
| Luvo Manyonga  | Weitsprung  | 7,91 m        | 10            | 8,28 m     | 4      |
| Ruswahl Samaai | Weitsprung  | 8,01 m        | 05            | 8,23 m SB  | 6      |
| Orazio Cremona | Kugelstoßen | 19,98 m       | 24            | DNQ        | DNQ    |